# ベアリー・ファミリー
ベアリー・ファミリー（英: The Beary Family、別名: ベアリーのファミリーアルバム）は、ウォルター・ランツ・スタジオで製作されたアメリカ合衆国のアニメシリーズであり、ファニー・アニマルの劇場用アニメである。
1962年からスタジオが閉鎖される1972年までに28本の短編が作られた。
このシリーズは、無能な家庭人チャーリー・ベアリーと、口うるさい妻ベッシー、善意ではあるが半端な頭脳を持つ10代の息子ジュニア、そして後にペットのガチョウを飼うことになった次女スージーが主人公である。

## キャスト
- ポール・フリーズ - チャーリー・ベアリー、ジュニア・ベアリー
- グレース・スタッフォード（英語版） - ベッシー・ベアリー、スージー・ベアリー
- ナンシー・ワイブル - スージー・ベアリー（『Fowled-Up Birthday』）
- ドーズ・バトラー（英語版） - チャーリー・ベアリー、ジュニア・ベアリー（『Guest Who?』）

## 登場作品
- Fowled-Up Birthday（1962年4月1日）[2]
- Mother's Little Helper（1962年6月1日）[3]
- Charlie's Mother-In-Law（1963年4月1日）[4]
- Goose in the Rough（1963年8月1日）[5]
- Goose is Wild（1963年10月1日）[6]
- Rah Rah Ruckus（1964年6月1日）[7]
- Roof Top Razzle-Dazzle（1964年10月1日）[8]
- Guest Who?（1965年3月1日）[9]
- Davey Cricket（1965年5月1日）[10]
- Foot Brawl（1966年1月）[11]
- Window Pains（1967年）[12]
- Mouse in the House（1967年）[13]
- Jerky Turkey（1968年）[14]
- Paste Makes Waste（1968年）[15]
- Bugged in a Rug（1968年）[16]
- Gopher Broke（1969年）[17]
- Charlie's Campout（1969年）[18]
- Cool it Charlie（1969年）[19]
- Charlie in Hot Water（1970年）[20]
- Charlie's Golf Classic（1970年）[21]
- The Unhandy Man（1970年）[22]
- Charlie the Rain Maker（1971年）[23]
- The Bungling Builder（1971年）[24]
- Moochin Pooch（1971年）[25]
- Let Charlie Do It（1972年）[26]
- A Fish Story（1972年）[27]
- Rain, Rain, Go Away（1972年）[28]
- Unlucky Potluck（1972年）[29]